# 中華民國陸軍第八軍團指揮部

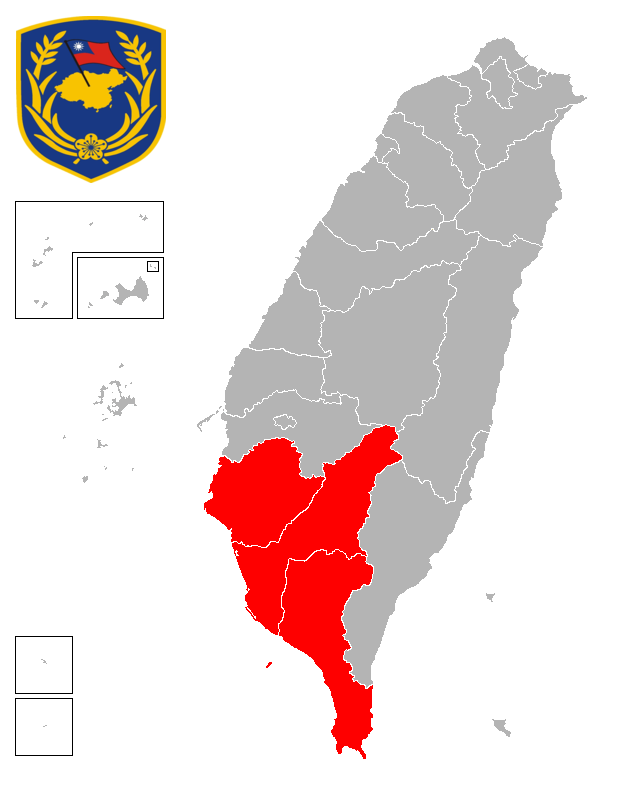
陸軍第八軍團指揮部的轄區範圍臺灣南部地區（臺南市、高雄市、屏東縣）。

中華民國陸軍第八軍團指揮部（英語：8th Field Army, ROC），簡稱「陸軍第八軍團」、「陸軍八軍團」或「八軍團」，隊名「干城部隊」，中華民國陸軍下轄軍團之一，係中華民國國軍駐守於南臺灣（臺南市、高雄市、屏東縣）轄區的陸軍部隊，轄區面積約7,984.18平方公里，總兵力約一萬八千人，指揮官編階陸軍中將。戰時負責第四作戰區（4th Theater of Operations, 4th TO）的作戰指揮和軍事管制，統一指揮作戰區內的三軍力量和警政單位，前身為陸軍訓練作戰發展司令部。

## 背景

### 當前任務
戰時負責臺灣南部的作戰指揮與军事管制。

### 干城部隊隊歌[1][2]
大風飛起 雲海激盪

國之干城 軍威浩壯

我們是反共的先鋒

我們是國軍的英雄

崑崙成軍 紀律嚴明

衛武授旗 團結自強

精鍊著勝利的戰役

武裝起革命的思想

前進前進 英勇的前進

實踐忠誠的思想

前進前進 英勇的前進

結合全國的力量

大風飛起 雲海激盪

國之干城 軍威浩壯

消滅敵邦 還我河山

凱歌高聲唱 中華永富強

凱歌高聲唱 中華永富強 永富強

### 隊徽含義[1][3]
- 盾形：具有堅強鞏固、精實戰力之意。
- 嘉禾：象徵陸軍於北伐、抗戰、戡亂所建立之豐功偉蹟，並示寓兵於農之意。兩禾各七穗，象徵發揚七七抗戰精神。
- 梅花：象徵中華民族堅忍不拔、不畏艱難之精神，並代表國軍不屈不撓、勇往直前之特性。
- 國旗及中華民國地圖：代表自由、平等、博愛之精神，同時象徵官兵效忠中華民國之意。

## 沿革
- 1939年3月1日，國民革命軍第二〇〇師擴編為國民革命軍第五軍，軍長杜聿明少將。
- 1939年11月15日，崑崙關戰役，國民革命軍第五軍成功殲滅崑崙關之日軍及增援部隊。
- 1949年10月1日，陸軍第十九軍成立於廣東汕頭，軍長劉雲瀚少將。[4]
- 1950年6月1日，臺灣警備總司令部臺灣東部防守區司令部成立於臺灣省花蓮縣花蓮市，司令袁樸中將。[4]
- 1954年7月1日，陸軍第五軍與陸軍第十九軍在福建省金門併編為陸軍第四軍，軍長胡翼烜中將。[4]
- 1955年7月1日，臺灣東部防守區司令部與陸軍第四軍在桃園虎頭山併編為「陸軍預備部隊訓練司令部」，司令劉安祺中將。[4]
- 1955年8月15日，陸軍預備部隊訓練司令部駐地調整至臺灣臺中干城。[4]
- 1964年9月1日，「陸軍作戰發展司令部」成立於臺灣桃園龍潭，司令譚鵬中將。[4]
- 1964年12月18日，陸軍預備部隊訓練司令部番號變更為「陸軍訓練司令部」，司令華金祥中將。[4]
- 1966年6月16日，陸軍訓練司令部與陸軍作戰發展司令部併編為「陸軍訓練作戰發展司令部」，駐地臺灣臺中干城，司令羅友倫中將。[4]
- 1970年11月14日，陸軍訓練作戰發展司令部駐地調整至臺灣高雄鳳山，司令袁國徵中將。[4]
- 1979年7月1日，因實施崑崙案，改組整編為「陸軍第八軍團司令部」，隸屬陸軍總司令部，並接替第四作戰區地面防衛作戰任務，駐地臺灣高雄鳳山衛武營區，司令陳守山中將[4]、副司令陸少俠少將、副司令陳斯豫少將、參謀長趙萬富少將、政戰主任周濤少將、第四三砲兵指揮部指揮官徐葆琦少將、後備指揮部指揮官劉國暉少將。所屬下轄各部隊共計有第一〇八新訓預備師（駐臺灣臺南官田，現步兵第二〇三旅）、第三三三重裝步兵師（駐臺灣臺南新化，現機械化步兵第三三三旅）、第一〇一新訓預備師（駐臺灣高雄仁武，已裁撤）、第一五八重裝步兵師（駐臺灣高雄仁美，現烈嶼守備大隊）、第二〇三新訓預備師（駐臺灣屏東龍泉，現步兵第二〇三旅）、第六四獨立裝甲兵旅（駐臺灣高雄阿蓮，現裝甲第五六四旅）、第七〇三戰車群（駐臺灣屏東龍泉，轄臺灣屏東龍泉戰車第七七四營、臺灣臺南戰車第七七五營、東岸戰車第七七七營，1970年代中期與臺灣澎湖戰車第七〇二群互換，日後改組整編為澎防部裝甲第五〇三旅（漢威部隊），已裁撤）。
- 1979年8月9日，軍團司令部移駐至臺灣高雄旗山泰山營區。[4]
- 1999年7月16日，因泰山營區整建，軍團司令部移駐臺灣高雄鳳山衛武營區。[4]
- 2003年11月，泰山營區整建完成後，移駐回防臺灣高雄旗山。[4]
- 2006年3月1日，因精進案更名為「陸軍第八軍團指揮部」。[4]

## 指揮管轄
- 陸軍第八軍團指揮部
指揮官 一位 中將
副指揮官 一位 少將[5][6]
參謀長 一位 少將
副參謀長 二位 上校
政戰主任 一位 少將
副政戰主任 二位 上校
軍團士官督導長 一位 一等士官長
　
直屬單位
本部連
憲兵連
步兵營（駐臺灣臺南市新化區）—— 2021年3月由幹訓班改編。[7]
化學兵第三九群（駐臺灣臺南市永康區） ——“？？部隊”
工兵第五四群（駐臺灣臺南市新化區） ——“神斧部隊”
砲兵第四三指揮部（駐臺灣高雄市大樹區） ——“天雷部隊”
重要目標防護營[8]
　
下屬單位
  - 陸軍機械化步兵第三三三旅（駐臺灣省屏東縣萬巒鄉） ——“埔光部隊”[9]
  - 陸軍裝甲第五六四旅（駐臺灣高雄市阿蓮區） ——“少康部隊”
  - 步兵第二〇三旅（駐臺灣臺南市官田區） ——“實踐部隊”
  - 陸軍步兵第一一七旅（駐臺灣高雄市鳳山區） ——“海鵬部隊”，原陸軍南區專長訓練中心，2021年1月1日擴大整編為陸軍步兵第一一七旅[10][11]
  - 陸軍步兵第一三七旅（駐臺南市大內區） ——“南威部隊”。
  - 陸軍臺南市後備旅（駐臺灣臺南市）
  - 陸軍高雄市後備旅（駐臺灣高雄市）
  - 陸軍屏東縣後備旅（駐臺灣省屏東縣枋寮鄉新開營區）

　
配屬單位
  - 陸軍第四地區支援指揮部（駐臺灣高雄市旗山區） ——“勁勤部隊”指揮官 一位 少將
  - 南部地區後備指揮部 ——“XX部隊”指揮官 一位 少將

## 歷任主官

### 陸軍預備部隊訓練司令
1. 劉安祺：1955年9月15日─1957年6月30日
2. 袁樸：1957年7月1日─1958年7月31日
3. 高魁元：1958年8月1日─1958年10月31日
4. 劉玉章：1958年11月1日─1961年12月31日

### 陸軍訓練司令
1. 鄭挺鋒：1961年1月1日─1961年4月19日
2. 徐汝誠：1961年5月20日─1964年1月20日
3. 華金祥：1964年1月21日─1964年8月31日
4. 鄒鵬奇：1964年9月1日─1966年6月15日

### 陸軍訓練作戰發展司令
1. 羅友倫：1966年6月16日－1968年1月9日
2. 張國英：1968年1月10日－1971年3月15日
3. 袁國徵：1971年3月16日－1974年4月30日
4. 楊繼先：1974年5月1日－1976年7月15日
5. 張振遠：1976年7月16日－1978年6月30日
6. 陳守山：1978年7月1日－1979年6月30日

### 陸軍第八軍團司令
1. 陳守山：1979年7月1日─1981年6月30日
2. 朱致遠：1981年7月1日─1983年6月30日
3. 盧光義：1983年7月1日─1985年6月30日
4. 黃幸強：1985年7月1日─1987年5月27日
5. 王文燮：1987年6月16日─1989年6月30日
6. 湯元普：1989年7月1日─1991年6月30日
7. 胡家麒：1991年7月1日─1993年5月31日
8. 湯曜明：1993年6月1日─1995年2月28日
9. 丁渝洲：1995年3月1日─1997年6月30日
10. 霍守業：1997年7月1日─1999年1月31日
11. 安家鈺：1999年2月1日─2000年6月15日
12. 陳金生：2000年6月30日─2002年12月31日
13. 趙世璋：2003年1月1日─2005年2月28日
14. 吳達澎：2005年3月1日─2005年3月31日
15. 武劍剛：2005年4月1日─2006年2月28日

### 陸軍第八軍團指揮官
| 任次   | 圖像 | 姓名   | 任期                          |
| ------ | ---- | ------ | ----------------------------- |
| 第1任  |      | 武劍剛 | 2006年2月16日─2006年12月31日  |
| 第2任  |      | 陳良濬 | 2007年1月1日 ─ 2008年9月30日  |
| 第3任  |      | 嚴德發 | 2008年10月1日─ 2010年12月31日 |
| 第4任  |      | 孫玦新 | 2011年11月1日─ 2012年6月30日  |
| 第5任  |      | 鄭德美 | 2012年7月1日 ─ 2014年2月15日  |
| 第6任  |      | 何安繼 | 2014年2月16日 ─2015年2月28日  |
| 第7任  |      | 季連成 | 2015年3月1日 ─2016年11月30日  |
| 第8任  |      | 陳曉明 | 2016年12月1日 ─2018年7月31日  |
| 第9任  |      | 劉得金 | 2018年8月1日 ─2019年11月30日  |
| 第10任 |      | 傅正誠 | 2019年12月1日 ─2022年2月15日  |
| 第11任 |      | 楊海明 | 2022年2月16日 ─2023年2月28日  |
| 第12任 |      | 呂坤修 | 2023年3月1日 ─2024年8月31日   |
| 第13任 |      | 廖建興 | 2024年9月1日 ─ 現任           |

## 外部連結
- 忠誠之風-干城部隊簡史
- 陸軍第八軍團指揮部